# 伯里斯福克鎮區 (密蘇里州莫尼托縣)
伯里斯福克鎮區（英語：Burris Fork Township）是位於美國密蘇里州莫尼托縣的一個行政鎮區。

## 地方資料
伯里斯福克鎮區的面積為97.10平方千米，當中陸地面積為96.47平方千米，而水域面積為0.63平方千米。根據2020年美國人口普查的數據，當地共有人口750人，而人口密度為每平方千米7.72人。